# سیارک ۲۲۹۸۲
سیارک ۲۲۹۸۲ (به انگلیسی: 22982 Emmacall، نامگذاری:1999VB31) بیست و دو هزار و نهصد و هشتاد و دومین سیارک کشف شده‌است که در ۳ نوامبر ۱۹۹۹ کشف شد.
قدر مطلق سیارک برابر ۱۷.۰ است.